# Matea Bošnjak
Matea Bošnjak (* 21. Dezember 1997 in Laichingen) ist eine kroatische Fußballspielerin. Als Nationalspielerin bestritt sie von 2014 bis 2021 33 Länderspiele für die A-Nationalmannschaft und erzielte zwei Tore.

## Karriere

### Vereine
Bošnjak begann ihre Karriere im Alter von vier Jahren beim TSV Laichingen und wechselte 2013 in die Jugendabteilung des FV Asch-Sonderbuch 2000. Nach der Saison wechselte sie zum SV Alberweiler in die Verbandsliga. Im Alter von 16 Jahren gab sie ihr Debüt für den Verein und hatte mit 15 Toren am Saisonende 2014/15 Anteil am Aufstieg in die Oberliga Baden-Württemberg. Zur Saison 2015/16 wechselte sie zum Bundesligaabsteiger VfL Sindelfingen, für den sie in der 2. Bundesliga Süd bis Saisonende 2016/17 38 Punktspiele bestritt, in denen ihr sieben Tore gelangen. Des Weiteren bestritt sie insgesamt vier Pokalspiele, wobei ihre Mannschaft jeweils nach der 2. Runde ausschied.
Im August 2017 wurde ihre Verpflichtung auf der Website von Bayer 04 Leverkusen bekanntgegeben. Für den Verein bestritt sie 15 Punktspiele in der 2. Bundesliga Süd und erzielte drei Tore. Bei ihrem Pflichtspieldebüt am 3. September 2017 (1. Spieltag), beim 3:0-Sieg im Heimspiel gegen den 1. FFC 08 Niederkirchen, erzielte sie mit dem Treffer zum Endstand in der 77. Minute sogleich ihr erstes Pflichtspieltor. Zudem bestritt sie am 8. Oktober 2017 das Zweitrundenspiel im DFB-Pokal-Wettbewerb, das sie mit ihrer Mannschaft daheim mit 0:6 gegen den 1. FFC Frankfurt verlor. Nach nur einer Saison für den Verein war sie ein Jahr lang vereinslos, bevor sie in Split beim dort ansässigen ŽNK Split unter Vertrag genommen wurde. Seit dem 1. Juli 2022 ist sie abermals ohne Verein.

### Nationalmannschaft
Bošnjak wurde im Juli 2014 erstmals in die A-Nationalmannschaft berufen und debütierte am 2. August 2014 beim 3:0-Sieg über die Nationalmannschaft Ungarns im Rahmen des „Balaton-Cup“; zuvor hatte sie neun Länderspiele für die U19-Nationalmannschaft bestritten.

## Erfolge
- Aufstieg in die 2. Bundesliga 2018 (mit Bayer 04 Leverkusen)